# Niccolò di Pitigliano
Pour le comte palatin de Céphalonie, voir Niccolò Orsini.
Niccolò di Pitigliano (né vers 1442 à Pitigliano – mort en 1510 à Lonigo), également connu sous le nom de Niccolò Orsini de Pitigliano et de Niccolò  III Orsini, est un condottiere italien, membre de la famille Orsini, de la branche de Pitigliano, qui s'illustra comme capitaine général des Vénitiens durant la guerre de la Ligue de Cambrai.

## Biographie
Niccolò di Pitigliano, fils de la famille noble romaine des Orsini, est né à Pitigliano, village de la Maremme où sa famille possède de nombreuses seigneuries féodales. Avec son frère Ladobrando, il forme une condotta qui offre ses services aux États pontificaux en 1458, 1482 et 1489 où il obtient le grade de capitaine général de l’Église, à Sienne, au royaume de Naples en 1463 et 1481, à Florence en 1473 avec le grade de maréchal de la république, puis en 1485 avec le grade de capitaine général de la république, grade le plus élevé de Florence, et enfin en 1495 à la république de Venise où il s'illustre définitivement.
Au printemps 1509, Venise lui confie son armée conjointement avec Bartolomeo d'Alviano, son cousin issu d'une autre branche Orsini, alors qu'elle est attaquée par le pape Jules II qui s'est allié à Louis XII, à l'empereur Maximilien Ier et à Ferdinand II d'Aragon, formant la ligue de Cambrai. Le souverain pontife veut réduire la superbe de la Sérénissime en profitant de ses déboires dans sa lutte contre les Turcs dans les Balkans et en mer Egée. La mésentente de Niccolo et de son cousin va causer en partie le désastre d'Agandello le 14 mai 1509 lors duquel Alviano, grièvement blessé à l'œil, est capturé. Pitigliano parvient à ouvrir la tenaille et à se réfugier avec le reste de son armée dans Trévise qui est aussitôt assiégée. Padoue, Vérone et Vicence sont occupées par la ligue de Cambrai qui pousse des armées considérables venues de toute l'Europe à s'engager en Italie du Nord. Les vainqueurs se partagent les territoires vénitiens. Au mois d'août, une armée impériale envahit le duché de Padoue dont les habitants ont, sous la direction d'Andrea Gritti, libéré leur cité, mais elle progresse trop lentement, laissant le temps à Pitigliano de renforcer ses effectifs et de ravitailler ses troupes. Le siège de Padoue reprend en septembre, les remparts sont bombardés sans cesse, mais l'empereur renonce devant l'opiniâtreté des assiégés. Niccolo Pitigliano en profite pour passer à l'offensive. Il arrive victorieux à Vicence, Este, Feltre et Belluno après avoir exterminé une troupe commandée par Francesco II Gonzaga. Une grande bataille navale s'engage sur le Pô. Les combats se radicalisent quand il trouve sur sa route Giangiacono Trivulzio, aristocrate milanais qui s'est couvert de gloire pendant les guerres d'Italie au service des rois de France, nouveaux maîtres de Milan.
Il est mortellement blessé à Lonigo en janvier 1510 et termine sa vie en offrant la victoire à la république de Venise. It est enterré dans un premier temps dans la basilique San Zanipolo à Venise avant que sa dépouille ne soit déposée à Brescia. Il possède aujourd'hui trois tombes: une tombe équestre murale à Venise, un gisant à Brescia et une dernière tombe à Fiano Romano sur ses terres du Latium.

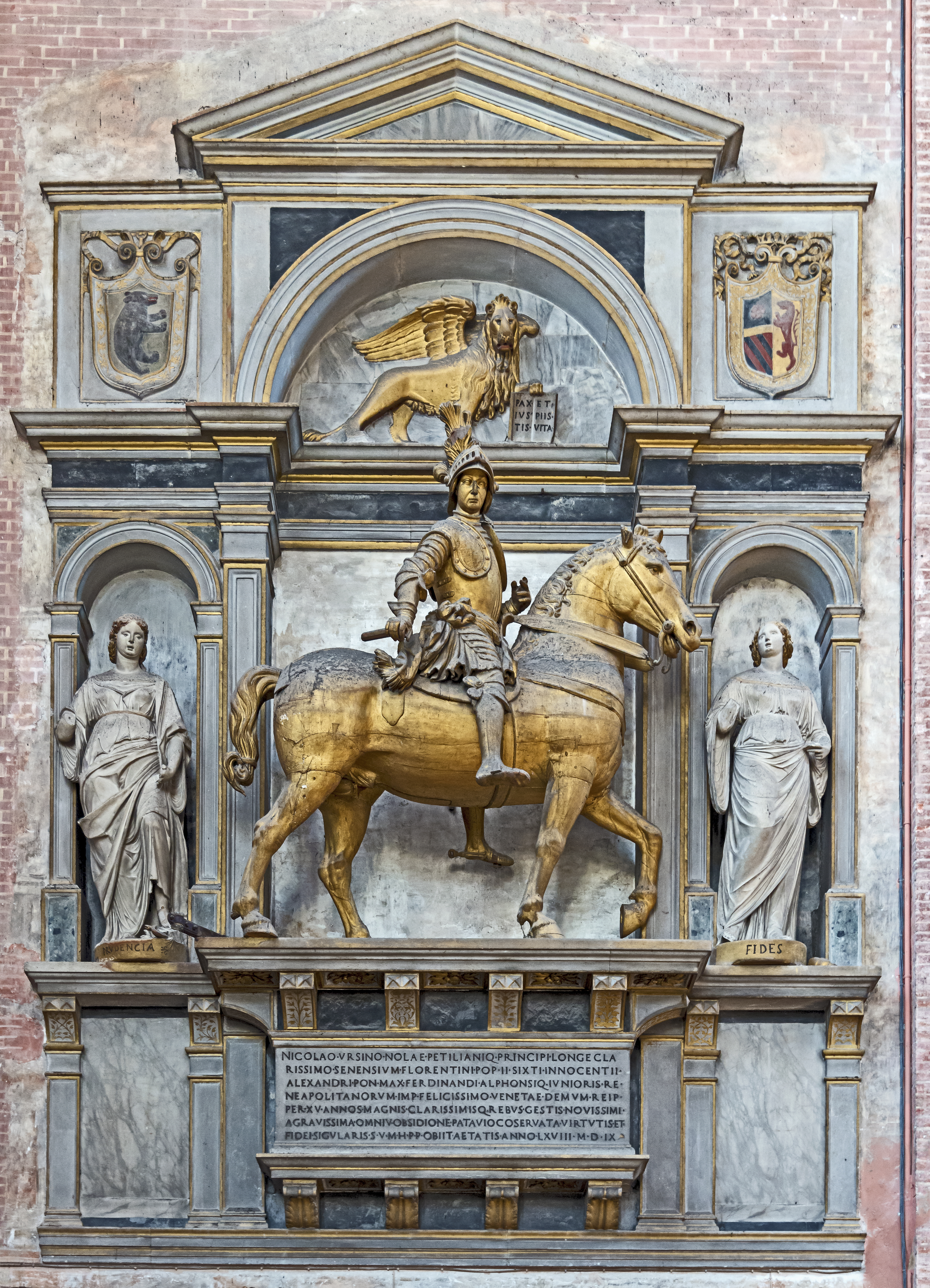
Monuement équestre à San Zanipolo
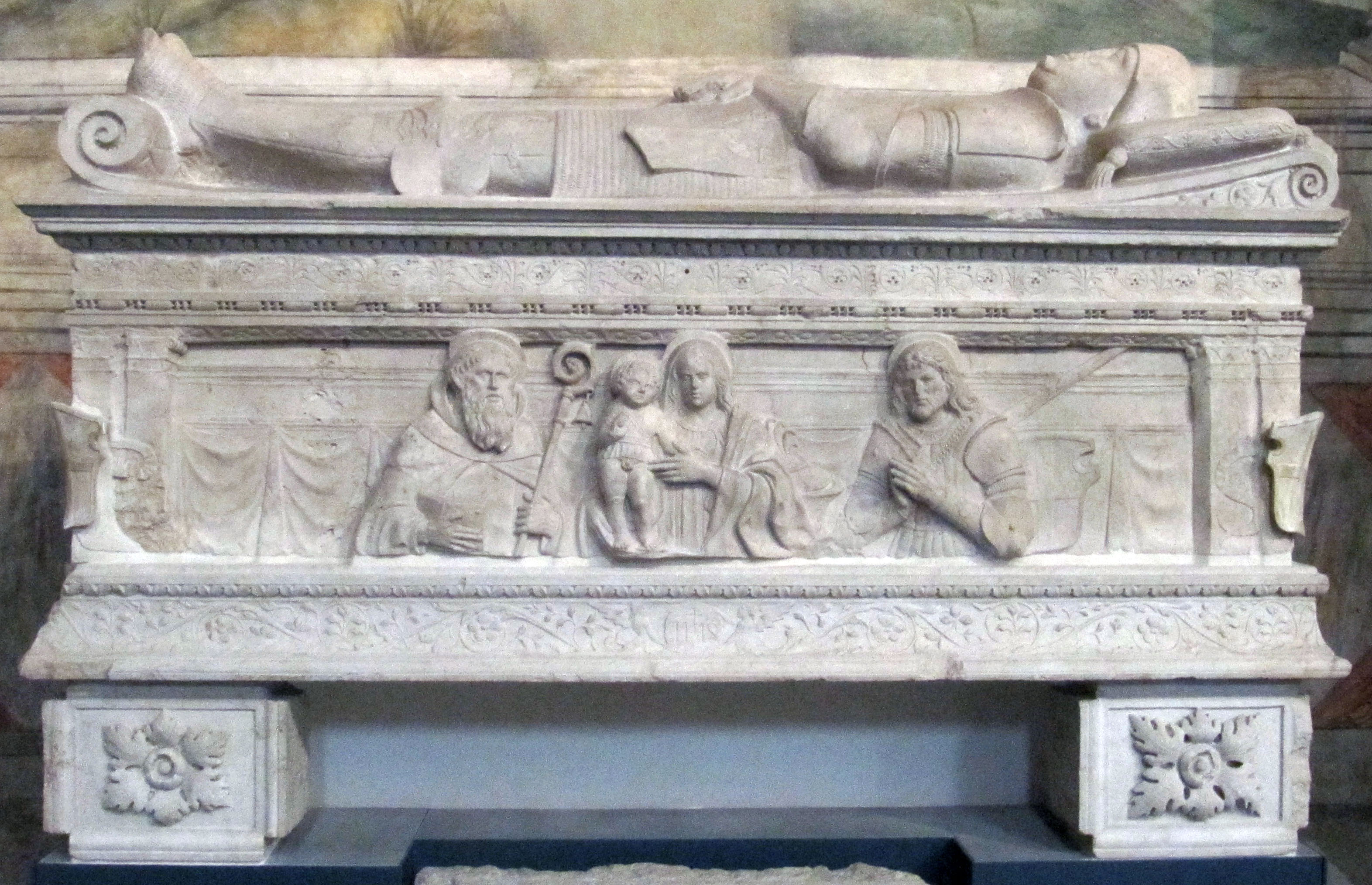
Tombeau de Niccolò Orsini, Brescia, musée de Santa Giulia

## Source
- (en) Cet article est partiellement ou en totalité issu de l’article de Wikipédia en anglais intitulé « Niccolò di Pitigliano » (voir la liste des auteurs).

1. 1 2 3  Sophie Cassagnes-Brouquet, Bernard Doumerc, Les Condottières, Capitaines, princes et mécènes en Italie, XIIIe – XVIe siècle, Paris, Ellipses, 2011, 551 p. (ISBN 978-2-7298-6345-6), Niccolo Orsini de Pitigliano (page 93), A la gloire du capitaine (page 371)